# Тишанка (Омская область)
Тишанка — деревня в Одесском районе Омской области. Входит в состав Лукьяновского казачьего сельского поселения.

## История
Основана в 1913 году. В 1925—1931 годах году деревня Тишанка административный центр Тишанского сельсовета Одесского района Омского округа Сибирского края.

## Население
| 1926 | 2010 |
| ---- | ---- |
| 201  | ↘144 |

### Национальный состав
В 1928 году основное население — украинцы.

## Инфраструктура
Личное подсобное хозяйство с зоной сельскохозяйственного использования, индивидуальная застройка усадебного типа. В 1928 году деревня состояла из 33 хозяйств.
Тишанский ФАП.

## Достопримечательности
Памятник «Слава павшим в боях за Родину».

## Транспорт
Деревня доступна автотранспортом.